# Лесины (Минский район)
Лесины (бел. Лясі́ны) — деревня в Минском районе Минской области Беларуси. В составе Юзуфовского сельсовета.

## География
Расположена на дороге Н8976, недалеко от шоссе Р58.

### Гидрография
На берегу реки Черница.

## История
До Великой Отечественной войны деревня называлась Халимоновка, в составе Беларучского сельсовета Логойского района. Неподалеку находилась деревня Лесины, которую в 1943 году сожгли фашисты. Уцелевшие жители, которые в то время были в соседних деревнях на полевых работах, после войны перебрались в Халимоновку, которая вскоре была переименована в Лесины.
Акт № 40 комиссии о зверском уничтожении мирных жителей деревни Лесины 17—18 мая 1943 года был составлен 22 мая 1943 года и издан Институтом истории партии при ЦК КПБ в 1963 году.
На месте сожженной деревни Лесины в 1965 году был установлен обелиск.
28 июня 2013 года деревня Лесины передана из Папернянского сельсовета в Юзуфовский сельсовет.

## Население

### Численность
- 2009 год — 52 человек

### Динамика
- 1999 год — 40 человек (перепись населения)
- 2009 год — 52 человек (перепись населения)

## Достопримечательность
- Обелиск с мемориальными плитами, на которых увековечены все 136 восстановленных имен (1965)